# Oncideres maxima
Oncideres maxima là một loài bọ cánh cứng trong họ Cerambycidae.